# Ann Petrén
Ann Louise Maria Petrén (Västerås, 25 de maio de 1954) é uma atriz sueca. Começou a sua carreira em meados da década de 1980. Desde então, ela recebeu duas vezes o Prêmio Guldbagge de Melhor Atriz.

## Filmografia parcial
- 1988: I lagens namn
- 1989: Peter och Petra
- 1992:Min store tjocke far
- 2000: Den bästa sommaren
- 2001: Kvinna med födelsemärke
- 2003: Om jag vänder mig om
- 2004: Masjävlar
- 2006: LasseMajas detektivbyrå
- 2008: Maria Larssons eviga ögonblick
- 2009: Havet
- 2010: Fröken Märkvärdig & Karriären
- 2011: Happy End
- 2011: Åsa-Nisse – wälkom to Knohult
- 2013: Bron/Broen
- 2014: Hallåhallå
- 2015: Jordskott
- 2017: Bonusfamiljen
- 2018: Border
- 2020: Inland